# 1870 au théâtre
| Années du théâtre : 1867 - 1868 - 1869 - 1870 - 1871 - 1872 - 1873    |
| Décennies du théâtre : 1840 - 1850 - 1860 - 1870 - 1880 - 1890 - 1900 |

## Pièces de théâtre publiées
- juillet : La Révolte d'Auguste de Villiers de L'Isle-Adam, éd. Lemerre, Paris.

## Pièces de théâtre représentées
- 11 janvier : Le Plus Heureux des trois, comédie en 3 actes d'Eugène Labiche, au Théâtre du Palais-Royal
- 6 mai : La Révolte d'Auguste de Villiers de L'Isle-Adam, première au Théâtre du Vaudeville, avec Anaïs Fargueil en rôle principal.

## Décès
- 5 décembre : Alexandre Dumas, romancier et dramaturge français, né le 24 juillet 1802.
- Date précise inconnue ou non renseignée :
  - Édouard Damarin, auteur dramatique français, né en 1787.